# Hinterer Seekopf
Hinterer Seekopf är en bergstopp i Österrike. Den ligger i distriktet Lienz och förbundslandet Tyrolen, i den centrala delen av landet. Toppen på Hinterer Seekopf är 3 234 meter över havet, eller 52 meter över den omgivande terrängen.
Den högsta punkten i närheten är Hoher Eichham, 3 371 meter över havet, 1,9 km söder om Hinterer Seekopf.
Trakten runt Hinterer Seekopf består i huvudsak av kala bergstoppar och isformationer.